# Neuilly-Plaisance
Neuilly-Plaisance (franskt uttal: [nœji plɛzɑ̃s]
 ( lyssna)) är en kommun i departementet Seine-Saint-Denis i regionen Île-de-France i norra Frankrike. Kommunen ligger i kantonen Villemomble som tillhör arrondissementet Le Raincy. År 2022 hade Neuilly-Plaisance 21 914 invånare.

## Befolkningsutveckling
| Befolkningsutvecklingen i Neuilly-Plaisance 1968–2021 | Befolkningsutvecklingen i Neuilly-Plaisance 1968–2021 | Befolkningsutvecklingen i Neuilly-Plaisance 1968–2021 | Befolkningsutvecklingen i Neuilly-Plaisance 1968–2021 | Befolkningsutvecklingen i Neuilly-Plaisance 1968–2021 |
| ----------------------------------------------------- | ----------------------------------------------------- | ----------------------------------------------------- | ----------------------------------------------------- | ----------------------------------------------------- |
|                                                       |                                                       |                                                       |                                                       |                                                       |
| År                                                    |                                                       |                                                       | Folkmängd                                             |                                                       |
| 1968                                                  | 1968                                                  |                                                       | 17 613                                                |                                                       |
| 1975                                                  | 1975                                                  |                                                       | 18 185                                                |                                                       |
| 1982                                                  | 1982                                                  |                                                       | 16 960                                                |                                                       |
| 1990                                                  | 1990                                                  |                                                       | 18 195                                                |                                                       |
| 1999                                                  | 1999                                                  |                                                       | 18 236                                                |                                                       |
| 2007                                                  | 2007                                                  |                                                       | 20 156                                                |                                                       |
| 2015                                                  | 2015                                                  |                                                       | 21 165                                                |                                                       |
| 2021                                                  | 2021                                                  |                                                       | 21 415                                                |                                                       |